# Boucheporn

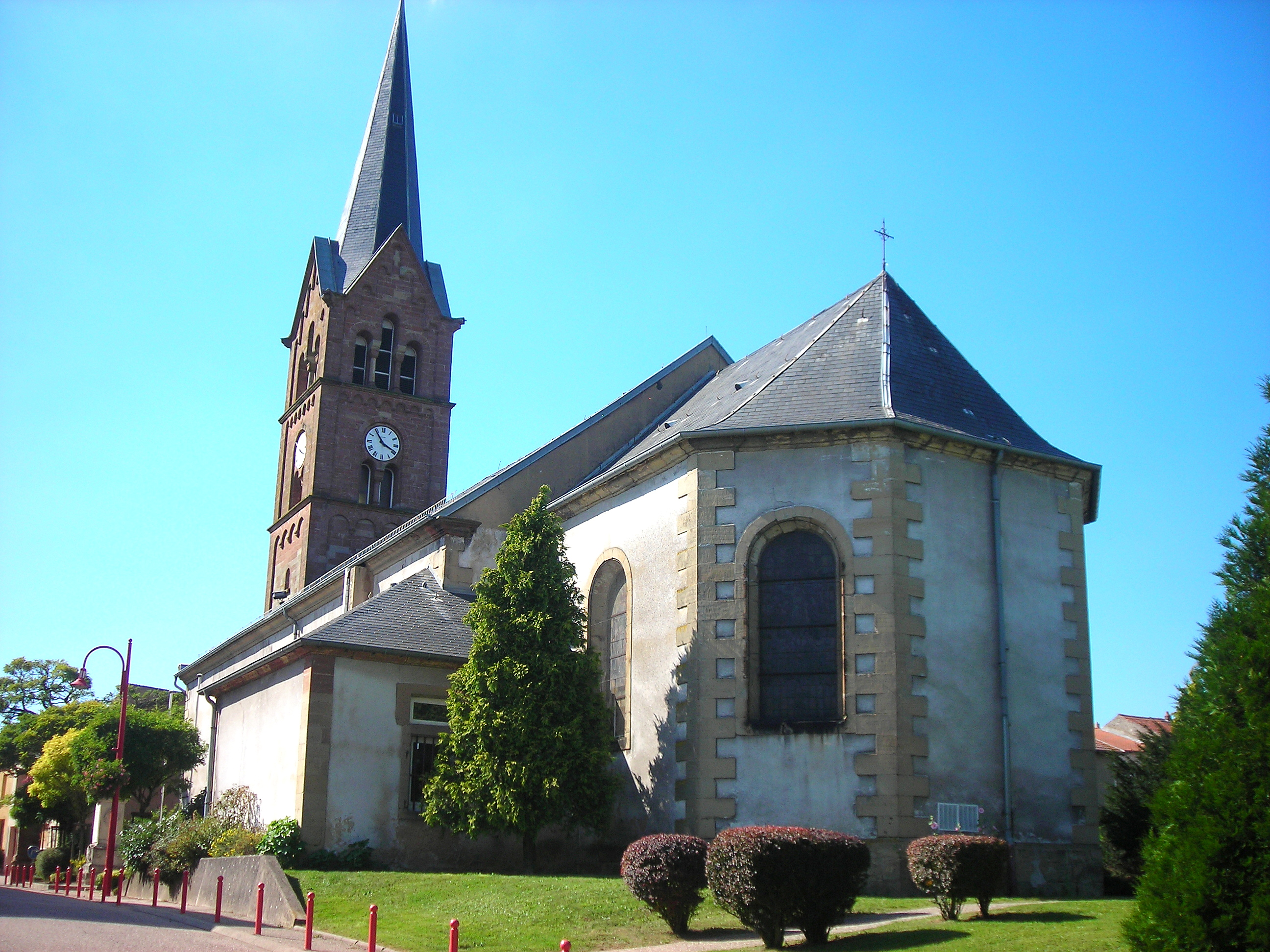
Biserica Saint-Rémi din Boucheporn

Boucheporn este o comună franceză situată în departamentul Moselle, în regiunea Lorena.

## Geografie

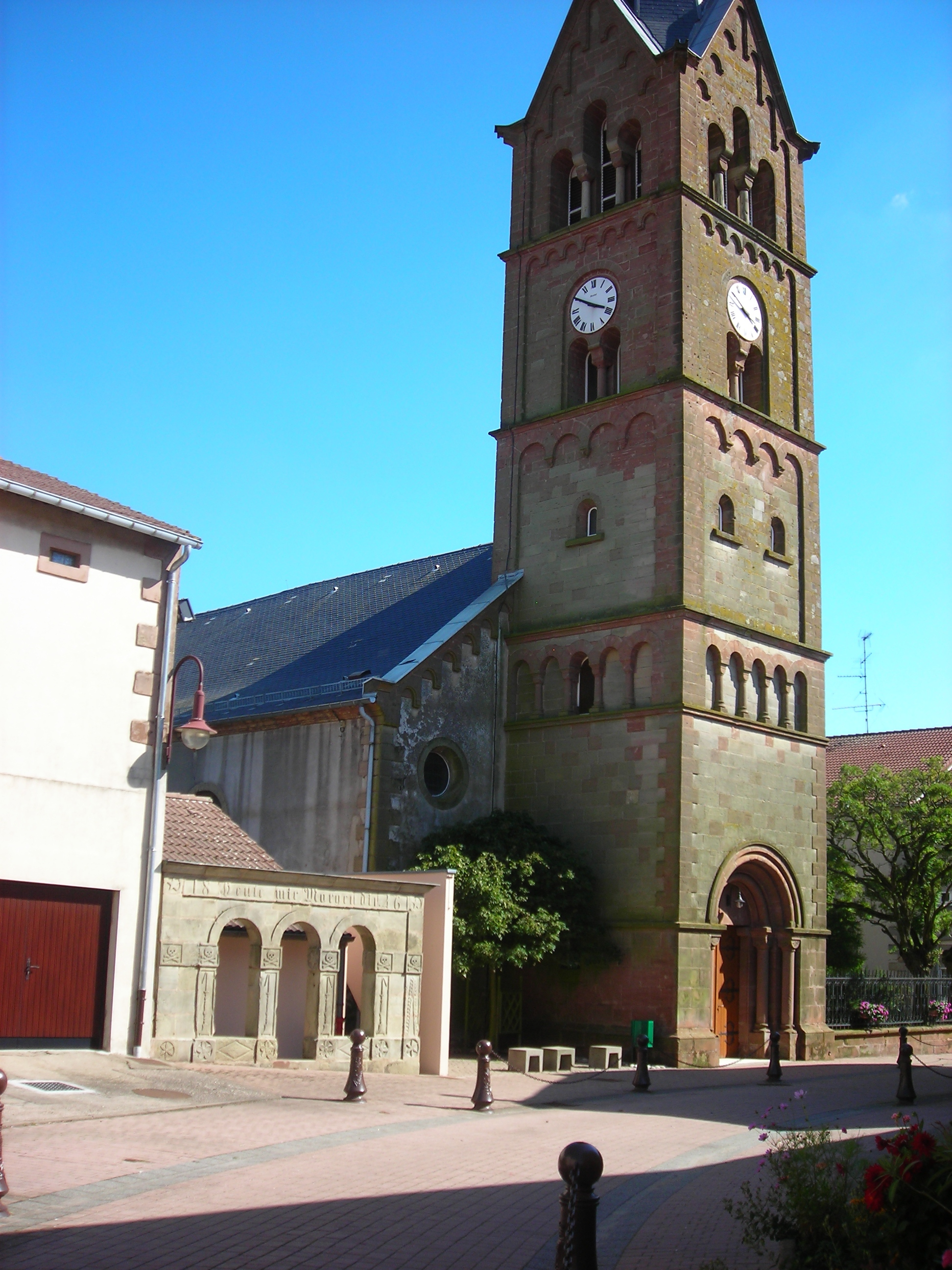
Faţadele bisericii şi ale osuarului

Micul sat Boucheporn este situat la opt kilometri de Saint-Avold, la nouă kilometri de Boulay-Moselle, precum și la treizeci și unu de kilometri de orașul Metz.

## Toponimie
În timpul anexării germane, se numea Buschborn.

## Istorie
Situl a fost ocupat din Antichitate, după cum mărturisesc numeroasele vestigii galo-romane descoperite în comună. Un drum roman trece chiar prin proximitatea satului, în apropierea căruia se pot vedea urmele unei villa rustica. Este vorba de un centru important de producere a ceramicii sigilate, în timpul Imperiului Roman. Deșeurile atelierului și ceramica găsite o confirmă. 
În Evul Mediu, satul depindea de ducatul Lorenei. 

## Demografie
Populația satului a evoluat în felul următor:
- 1962: 431 de locuitori
- 1968: 442 de locuitori
- 1975: 453 de locuitori
- 1982: 524 de locuitori
- 1990: 627 de locuitori
- 1999: 554 de locuitori.
- 2005: 574 de locuitori
- 2010: 544 de locuitori
- 2014: 574 de locuitori

## Administrație
Lista primarilor succesivi

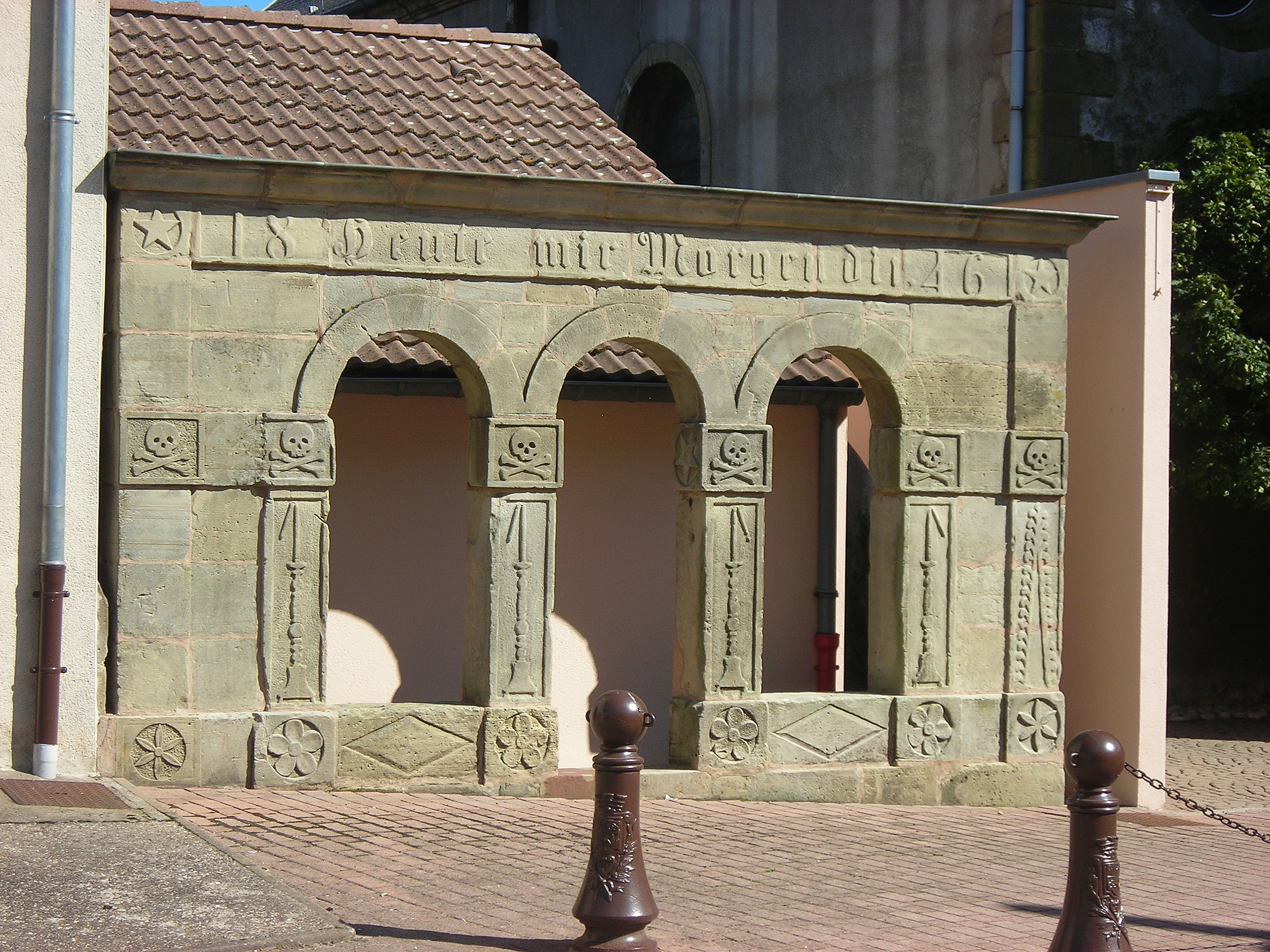
Faţada osuarului

- Între martie 1977 - martie 2008: Jean-Marie Sutrell
- Din martie 2008: Micheline Fickinger.

## Locuri și monumente
- Pasajul drumului roman
- Urmele unei villae rusticae romane
- Deșeuri de atelier și ceramică galo-romană.

### Edificiu religios

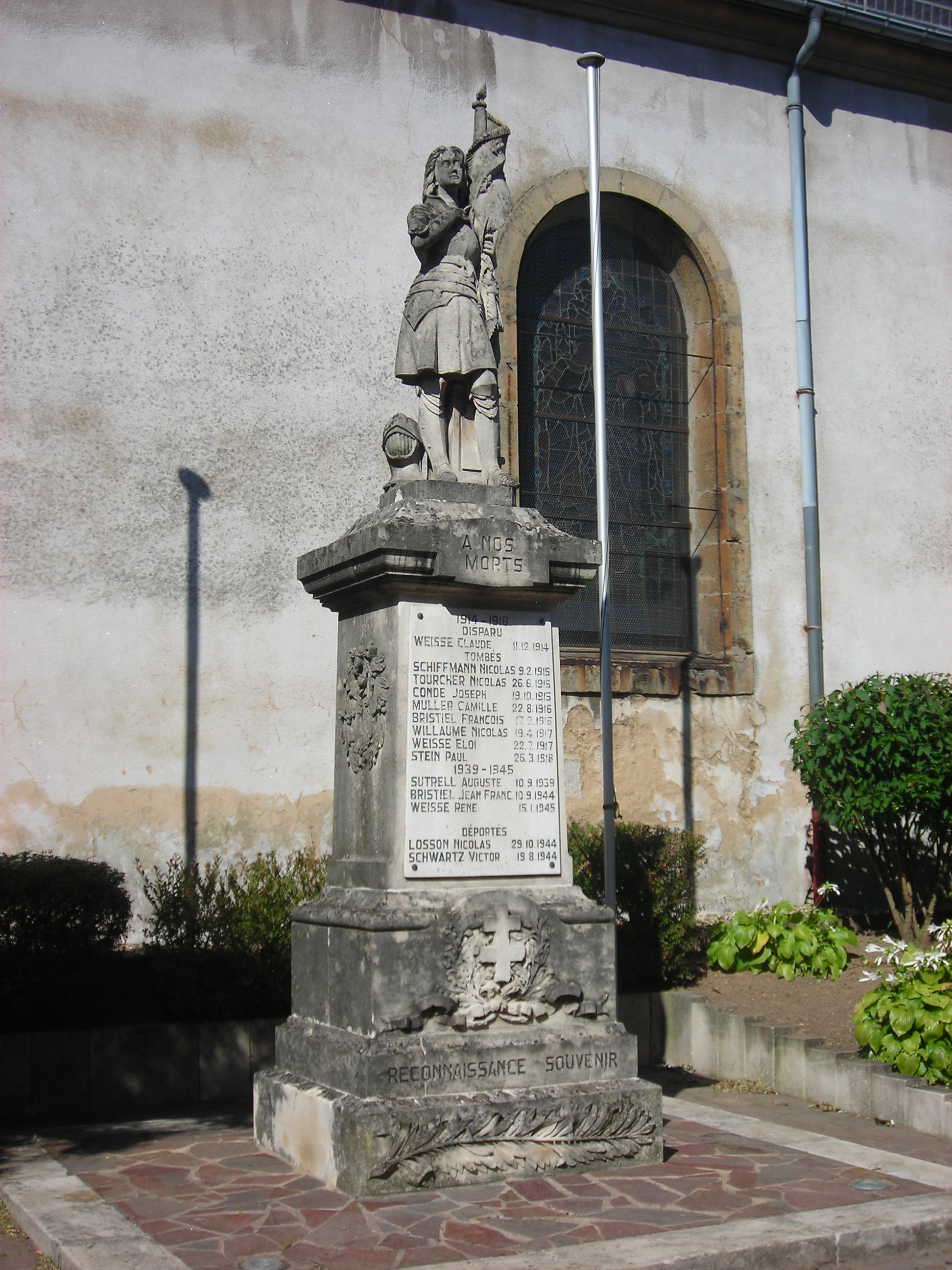
Monumentul eroilor

- Biserica Saint-Rémi din Boucheporn a fost construită în 1770. În biserică se află un panou din piatră, sculptat și pictat, care datează din secolul al XV-lea și îi reprezintă pe cei doisprezece apostoli ai lui Isus Cristos.
- Fațada vechiului osuar al satului, datând din 1846, este încă vizibilă la stânga turnului-clopotniță al bisericii. Poartă inscripția germană Heute mir, Morgen dir, în română Astăzi eu, mâine tu, amintind trecătorului că moartea este inevitabilă. Vestigiile sunt înscrise pe lista monumentelor istorice din Franța, prin decretul din 23 noiembrie 1987.
- Monumentul eroilor, amintind victimele celor două războaie mondiale.

## Personalități legate de Boucheporn
- Jean Marie Pierre Colbus (1834-1916), preot catolic și deputat în Reichstagul german, s-a născut la Boucheporn.